# 1170
| Calendário gregoriano                                                        | 1170 MCLXX                                           |
| Ab urbe condita                                                              | 1923                                                 |
| Calendário arménio                                                           | 619 – 620                                            |
| Calendário bahá'í                                                            | -674 – -673                                          |
| Calendário budista                                                           | 1714                                                 |
| Calendário chinês                                                            | 3866 – 3867 Início a 19 de janeiro (aproximadamente) |
| Calendário copta                                                             | 886 – 887                                            |
| Calendário etíope                                                            | 1162 – 1163                                          |
| Calendários hindus - Vikram Samvat - Calendário nacional indiano - Cáli Iuga | 1225 – 1226 1091 – 1092 4270 – 4271                  |
| Calendário Holoceno                                                          | 11170                                                |
| Calendário islâmico                                                          | 565 – 566                                            |
| Calendário judaico                                                           | 4930 – 4931                                          |
| Calendário persa                                                             | 548 – 549                                            |
| Calendário rúnico                                                            | 1420                                                 |
| Calendário solar tailandês                                                   | 1713                                                 |

1170 (MCLXX, na numeração romana) foi um ano comum do século XII do Calendário Juliano, da Era de Cristo, e a sua letra dominical foi D (53 semanas), teve início a uma quinta-feira e terminou também a uma quinta-feira. No reino de Portugal estava em vigor a Era de César que já contava 1208 anos.
| Ano completo                        |
| ----------------------------------- |
| Ano comum com início à quinta-feira |

## Eventos
- 15 de Agosto - Em Coimbra Sancho, futuro rei de Portugal, é armado cavaleiro pelo seu pai Afonso Henriques.
- Henrique o Jovem, herdeiro de Henrique II de Inglaterra, é coroado pelo seu pai (apesar de não contar para a contagem dos reis de Inglaterra).
- Concessão de foral, por D. Afonso Henriques, aos muçulmanos livres de Lisboa e de outras povoações ao sul do Rio Tejo.

## Nascimentos
- Fibonacci (Leonardo de Pisa)
- Paio Guterres da Silva - Vigário do rei Afonso VI de Leão e Castela, m. 1129).
- Gualtério II de Avesnes m. 1244, senhor de Avesnes e de Leuze-en-Hainaut, conde de Guise, e por casamento conde de Blois e Chartres.
- D. Nuno Pires de Bragança, Cavaleiro medieval português.
- Rui Gomes de Abreu 3º senhor da Torre de Abreu e da honra de Abreu.
- Martim Pais Ribeira, Governador de Lanhoso, Portugal.
- Mem Pais Sored 1.º senhor de Sotomaior.
- D. Rui Gonçalves Pereira, Rico-homem do Reino de Portugal e senhor da Quinta de Pereira.
- João Fernandes de Lima, nobre e Cavaleiro medieval do Reino de Portugal, foi o primeiro da sua família a usar o apelido Lima. m. 1245.
- Soeiro Raimundes de Riba de Vizela, foi governador de Aguiar de Pena, actual Vila Pouca de Aguiar, m. 1190.
- Lope Díaz II de Haro, foi o 6.º senhor da Biscaia, m. 1236.

## Mortes
- 6 de Maio - D. Lope Díaz I de Haro n. 1140, foi o quarto senhor de Biscaia.
- 29 de Dezembro - Thomas Beckett, Arcebispo de Cantuária (assassinado).
- Guido II de Châtillon n. 1140, Senhor de Châtillon.
- Gomes Mendes Guedeão foi um Cavaleiro medieval do Condado Portucalense, n. 1070.